# 2,3,4,5-四甲氧基苯乙胺
2,3,4,5-四甲氧基苯乙胺（缩写TeMPEA）是一种含氮有机化合物，化学式C
12H
19NO
4，属于苯乙胺衍生物，化学结构上与麦司卡林（3,4,5-三甲氧基苯乙胺）以及2C类化合物（2,5-二甲氧基苯乙胺）类似。